# Стратт, Рональд, 4-й барон Белпер
Александр Рональд Джордж Стратт, 4-й барон Белпер (англ. Alexander Ronald George Strutt, 4th Baron Belper; 28 апреля 1912 — 23 декабря 1999) — британский лорд и конник, майор Британской армии.

## Биография
Сын Элджернона Стратта, 3-го барона Белпера, и почтенной Эвы Изабель Марион Брюс. Учился в школе Харроу и королевском военном училище в Сандхёрсте. Дослужился до звания майора в Колдстримской гвардии, во время службы во Второй мировой войне получил ранение. Увлекался конным спортом: в 1934 году выиграл кубок National Hunt Chase Challenge Cup в Челтенхэме на рысаке по кличке Крон-Принц, принадлежавшем лорду Розбери, крёстному отцу. Некоторое время лорд Белпер был управляющим при конюшне миллионера Ставроса Ниархоса. Лучшим скакуном Стратта был Першн Лансер (англ. Persian Lancer), выигравший в 1966 году с жокеем Дагом Смитом турнир Cesarewitch Handicap. Сам барон Белпер был председателем ассоциации по охоте на лис Quorn Hunt в 1948—1954 годах.
Супругой барона Белпера была Зара Софи Кейтлин Мэри Мейнуоринг, дочь сэра Генри Степлтона Мейнуоринга, 5-го баронета, и Дженерис Альмы Уиндем Уильям-Балкли. Свадьба состоялась 15 ноября 1949 в браке родился сын Ричард Генри Стратт, ставший 5-м бароном Белпером. Развод был оформлен в 1949 году, а после Зара вышла замуж за Питера Казалета, тренера лошадей при Елизавете Боуз-Лайон.